# Bobby Ball
Bobby Ball, ameriški dirkač Formule 1, * 26. avgust 1925, Phoenix, Arizona, ZDA, † 27. februar 1954, Phoenix, Arizona, ZDA.

## Življenjepis
Ball je pokojni ameriški dirkač, ki je med letoma 1951 in 1952 sodeloval na ameriški dirki Indianapolis 500, ki je med letoma 1950 in 1960 štela tudi za prvenstvo Formule 1. Najboljši rezultat je dosegel na dirki leta 1951, ko je zasedel peto mesto. Leta 1953 je doživel hudo nesrečo na dirki na dirkališču Carrell Speedway, zaradi katere je padel v komo in po štirinajstih mesecih umrl.